# Adéla Burgundská
Adéla Burgundská (uváděná též jako Adelaida, německy Adelheid; 931?, Burgundsko – 16. prosince 999, klášter Selz) byla druhou manželkou císaře Oty I. Velikého a jednou z nejvýznamnějších středověkých římských císařoven.

## Život
Byla dcerou burgundského krále Rudolfa II. a jeho manželky Berty Švábské. Jejím bratrem byl burgundský král Konrád a prvním manželem italský král Lothar II., kterému byla zasnoubena již v dětství a za kterého byla provdána roku 947 – snad ve věku 16 let. Lothar II. byl však již po třech letech manželství otráven a Adéla jako dosud mladá žena ovdověla.
Po ovdovění ji markrabí Berengar z Ivrey (možná zodpovědný za Lotharovu vraždu) držel v zajetí na hradě Garda, neboť ji chtěl provdat za svého syna Adalberta a dosáhnout tak skrze ni italské královské koruny (podle langobardské právní tradice mohla Adéla designovat následníka). Královna však spolu s dcerou Emmou uprchla na hrad Canossa a požádala o pomoc německého krále Otu I., který Berengara porazil a sám se roku 951 v Pavii s Adélou oženil. Tento sňatek také přinesl Otovi právní nárok na italskou korunu.
2. února 962 byla Adéla spolu s manželem v Římě korunována na císařovnu. V italské i říšské politice měla na manžela velký vliv a od její doby dochází také k nárůstu intervencí římských královen v královských a císařských listinách. Doprovázela manžela i na italských taženích v letech 961–965 a 966–972.
Adéla se výrazně podílela na výchově svého syna Oty II. a i v jeho dospělém věku na něj měla velký vliv, a to do druhé poloviny 70. let, kdy bylo její postavení zastíněno postavením Otovy manželky Theofano a Adéla se vzdálila od císařského dvora. V letech 975–980 pak pobývala převážně v Itálii a v Burgundsku. Po synově smrti roku 983 jí spolu s její snachou Theofano a mohučským arcibiskupem Willigisem připadlo poručnictví nad nezletilým dědicem říše Otou III. Pro neshody s Theofano sice nakrátko opět opustila dvůr, po její smrti roku 991 však znovu převzala regentství. Poté, co Ota III. dosáhl roku 994 plnoletosti, se však znovu stáhla do ústraní a v posledních letech života pobývala v benediktinském klášteře Selz, který okolo roku 991 sama založila. Adéla byla vzdělaná a velmi sečtělá žena, ovládala čtyři jazyky.
Již její současníci, například Gebert z Aurillacu (pozdější papež Silvestr II.), ji nazývali „mater regnorum“ („matka království“). Adéla se angažovala také v clunyjském hnutí, roku 1097 byla svatořečena papežem bl. Urbanem II.